# المركب الرياضي محمد الخامس
المركب الرياضي محمد الخامس هو ملعب متعدد الأغراض وهو جزء من مجمع محمد الخامس الرياضي الذي سمي على اسم الملك محمد الخامس ويقع في قلب الدار البيضاء، المغرب، في الجزء الغربي من حي المعاريف. يتسع الملعب لـ67 ألف متفرج، بُني في عام 1955 ما يجعله أقدم ملعب كرة قدم في المغرب.
يستضيف في المقام الأول مباريات كرة القدم، وهو بمثابة ملعب للمنتخب الوطني المغربي لكرة القدم ونوادي كرة القدم المتنافسة المحلية الوداد والرجاء. في عام 1997، سجل الملعب رقما قياسيًا بحضور 110 آلاف متفرج خلال ديربي الدار البيضاء لكرة القدم ومباراة بين المنتخب المغربي ضد غانا. وتكرر نفس الرقم القياسي في الحضور خلال مباراة المغرب ضد الأرجنتين عام 2004.

## التاريخ

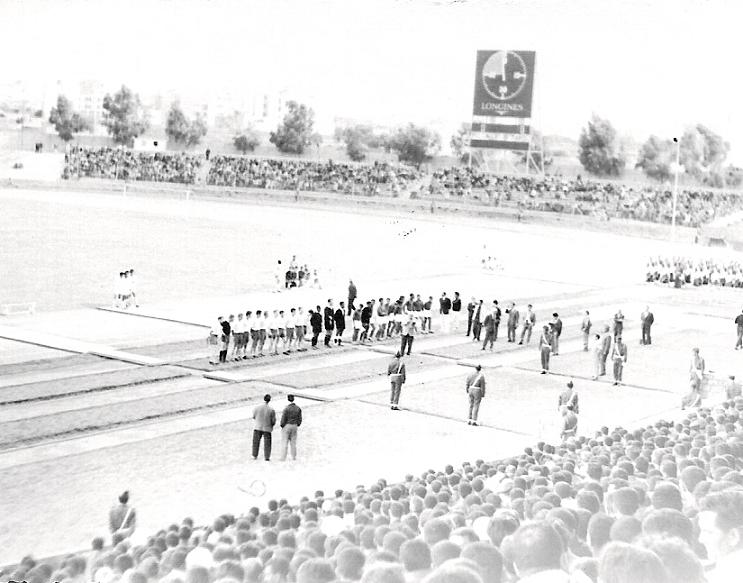
الملعب سنة 1961 خلال دورة الألعاب العربية

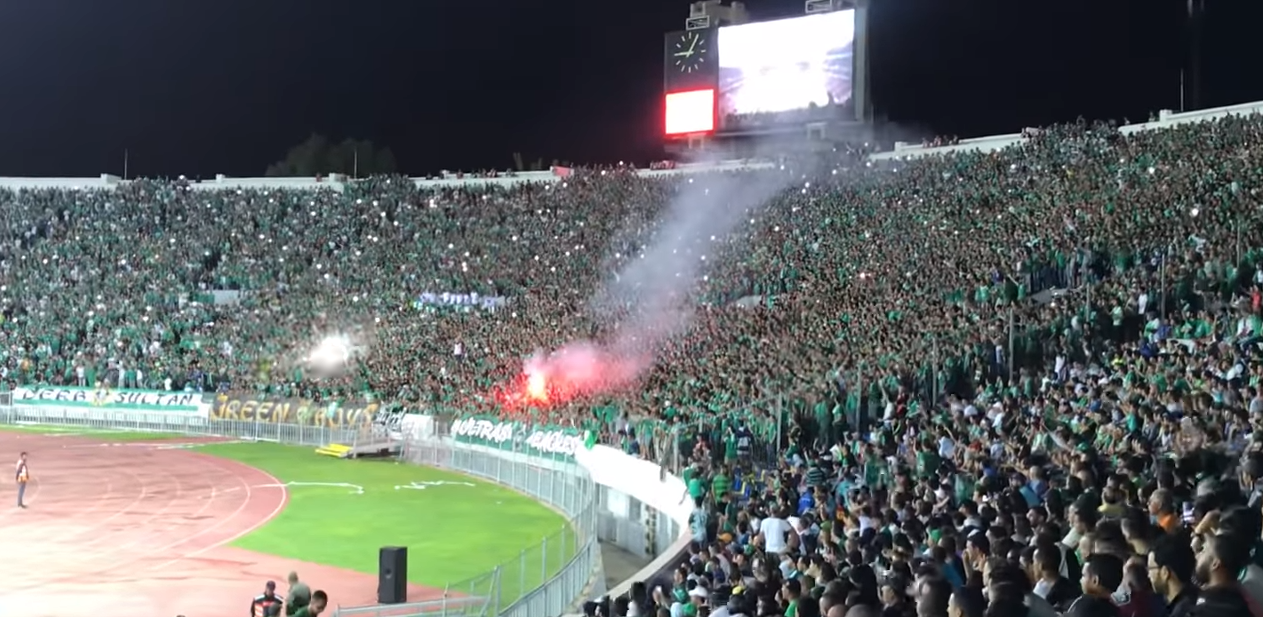
مدرج الماغانا

في 6 مارس 1955، تم افتتاح الملعب تحت اسم ستاد مارسيل سردان تكريما للملاكم الفرنسي، بسعة 30.000 متفرج. في العام التالي، بعد استقلال المغرب، أخذ اسم ستاد دونور. شهد هذا الملعب تأهل المغرب لكأس العالم 1970، والتي كانت أول نهائيات كأس العالم يتأهل لها على الإطلاق.
في نهاية السبعينيات، استعدادًا لدورة ألعاب البحر الأبيض المتوسط 1983 التي أقيمت في الدار البيضاء، تم إغلاق الملعب لإجراء تجديدات كبيرة، مع زيادة سعة المقاعد، وتركيب لوحة النتائج الإلكترونية وبناء صالة للألعاب الرياضية الداخلية بسعة 12000 متفرج ومسبحًا أولمبيًا بسعة 3000 متفرج. أعيد افتتاحه في عام 1981 تحت اسمه الحالي، المركب الرياضي محمد الخامس.
اليوم، يحتوي المجمع على الملعب نفسه، وصالة للألعاب الرياضية، وحمام سباحة، ومركز إعلامي بمساحة 650 مترًا مربعًا، وغرفة اجتماعات، ومركز رعاية، ومركزًا لمكافحة المنشطات.
وقد خضع الملعب مؤخرا لأعمال تجديد شاملة في جميع مبانيه الخارجية لضمان استيفائه لمعايير ومتطلبات الكونفدرالية الإفريقية لكرة القدم (كاف)، مما يجعله في مستوى البنيات التحتية الرياضية الرائدة في العالم لاستضافة المنافسات العالمية،  وحسب معطيات الوكالة الوطنية للتجهيزات العامة، فإن أشغال التجديد، التي انطلقت في مارس 2024 وتم الانتهاء منها في مارس 2025، شملت مجموعة من الإصلاحات منها استبدال 45 ألف مقعد وتحديث مقصورة الصحافة، ومنظومة الصوت، والمراقبة بالفيديو، ومراقبة الدخول.. إلخ 
يقع ملعب محمد الخامس في وسط الدار البيضاء. مطار محمد الخامس الدولي، والذي سمي أيضًا باسم الملك محمد الخامس، على بعد 25 كيلومترًا من الملعب ومحطة الدار البيضاء المسافرين على بعد 5 كيلومترات من الملعب. الملعب به موقف للسيارات بسعة 1000 سيارة.
في موسم 2006-2007 ، تم تجديد الملعب مرة أخرى بإدراج عشب شبه اصطناعي على مستوى عالٍ. أعيد فتحه في أبريل 2007.
في 2015 تم توقيع اتفاقية إصلاح بقيمة 220 مليون درهم مغربي، بين وزارة الشباب والرياضة والجامعة الملكية المغربية لكرة القدم ومجلس مدينة الدار البيضاء ووزارة الداخلية.
تم تخصيص هذا المبلغ بشكل أساسي لإعادة تأهيل الملعب لتلبية المعايير الدولية، مثل جودة الكراسي والعشب وغيرها من معدات المرافق الأخرى، بما في ذلك الساعة الإلكترونية وغرف تبديل الملابس ومناطق الاستراحة ومنصة الصحافة والممرات، بالإضافة إلى إصلاحات في محيط الملعب.
حاليًا، يمتد ملعب محمد الخامس على مساحة 12 هكتارًا (12262 مترًا مربعًا)، ويعتبر من روائع البنية الرياضية المغربية، حيث يتسع لحوالي 67 ألف متفرج ويضم صالة رياضية كبيرة تحتوي على 12 ألف مقعدًا، ويضم مرافق للعديد من الرياضات، مثل كرة السلة وكرة اليد والكرة الطائرة والجمباز والملاكمة وحمام السباحة الأولمبي.

## حوادث
- في 21 مارس 2016، قُتل شخصان في شجار بين مشجعي الرجاء خلال مباراة ضد شباب الريف الحسيمي.[11][12]
- في 29 أبريل 2023، توفيت شابة تبلغ من العمر 29 عامًا بالقرب من الملعب خلال ربع نهائي دوري أبطال أفريقيا 2022–23 بين الرجاء والأهلي.[13][14]

## وصلات خارجية
- ستاد الدار البيضاء الكبير
- Photos at worldstadiums.com
- Photos at fussballtempel.net
- مركب محمد الخامس على موقع الفيفا
- مركب محمد الخامس على موقع (كووورة)